# آلوسرخداران
آلوسرخداران (نام علمی: Cephalotaxaceae) نام یک تیره از راسته کاج‌سانان است.